# وهر (روستا)
 وهر  به عربی ( الوَهَر )، روستایی است در دهستان واقی از توابع استان استان صَنعاء در کشور یمن در شبه جزیره عربستان.

## جمعیت
جمعیت آن ( ۱۰۰) نفر (۱۳ خانوار) می‌باشد.